# Seznam kardinálů zemřelých v 17. století
Toto je seznam kardinálů zemřelých v 17. století:

## Zemřelí v roce 1602
- Antonmaria Salviati (1537–1602)
- Giulio Antonio Santorio (1532–1602)

## Zemřelí v roce 1603
- Alfonso Gesualdo (1540–1603)
- Girolamo Rusticucci (1537–1603)
- Silvio Antoniano (1540–1603)
- Bonviso Bonvisi (1551–1603)
- Girolamo Mattei (1546/1547–1603)

## Zemřelí v roce 1604
- Lucio Sassi (1521–1604)
- Arnaud d'Ossat (1537–1604)
- Simeone Tagliavia d'Aragonia (1550–1604)

## Zemřelí v roce 1605
- Girolamo Simoncelli (1522–1605)
- Girolamo Agucchi (1555–1605)
- Paolo Emilio Zacchia (1554–1605)
- Gian Francesco Biandrate Di San Giorgio Aldobrandini (1545–1605)

## Zemřelí v roce 1606
- Francisco de Ávila y Guzmán (1548?–1606)
- Giovanni Antonio Facchinetti de Nuce iuniore,  (1575–1606)
- Agostino Valier (1531–1606)
- Bartolomeo Ferrantini, iuniore, (1534–1606)

## Zemřelí v roce 1607
- Tolomeo Gallio (1527–1607)
- ctihodný Caesar kardinál Baronius (31. října 1538 – 30. června 1607)
- Anselmo Marzato, O.F.M.Cap. (1543–1607)
- Charles III. de Lorraine-Vaudémont (1567–1607)

## Zemřelí v roce 1608
- Bernard Maciejowski (1548–1608)
- Ascanio Colonna (1560–1608)
- Francesco Maria Tarugi, C.O. (27. srpna 1525 – 11. června 1608)
- Jerónimo Xavierre, O.P. (1546–1608)
- Alfonso Visconti (1552–1608)

## Zemřelí v roce 1609
- Fernando Niño de Guevara (1541–1609)
- Orazio Maffei (1580–1609)
- Séraphin Olivier-Razali (1538–1609)
- Ferdinando de' Medici (1549–1609)
- Lodovico de Torres, iuniore (1552–1609)

## Zemřelí v roce 1610
- Cinzio Passeri Aldobrandini (1551–1610)
- Innocenzo del Bufalo–Cancellieri (1565/1566–1610)
- Girolamo Pamphili (1544–1610)

## Zemřelí v roce 1611
- Mariano Pierbenedetti (1538–1611)
- Ottavio Paravicini (1552–1611)
- Lanfranco Margotti (1558–1611)
- Girolamo Bernerio, O.P. (1540–1611)
- Domenico Pinelli, seniore (1541–1611)

## Zemřelí v roce 1612
- Silvestro Aldobrandini, O.S.Io.Hieros. (1587–1612)
- Lorenzo Bianchetti (1545–1612)
- Anne d'Escars de Givry, O.S.B. (1546–1612)
- Gregorio Petrocchini, O.E.S.A. (1535–1612)
- Flaminio Piatti (1550/1552–1611)
- Ottavio Acquaviva d'Aragona, seniore (1560–1612)

## Zemřelí v roce 1614
- Francesco Mantica (1534–1614)

## Zemřelí v roce 1615
- François de Joyeuse (1562–1615)
- Ferenc Forgáč (1566–1615)
- Carlo Conti (1556–1615)

## Zemřelí v roce 1616
- Pierre de Gondi (1532–1616)
- Pompeo Arrigoni (1552–1616)
- Filippo Spinelli (1566–1616)
- Orazio Spinola (1547?–1616)

## Zemřelí v roce 1617
- Bonifazio Caetani (1567–1617)

## Zemřelí v roce 1618
- Paolo Emilio Sfondrati (1560–1618)
- Erminio Valenti (1564–1618)
- Jacques-Davy Du Perron (1556–1618)
- Francesco Vendramino (1555–1618)
- Ottavio Belmosto (1559–1618)
- Bernardo kardinál de Sandoval y Rojas (20. dubna 1546 – 7. prosince 1618)

## Zemřelí v roce 1619
- Metello Bichi (1541–1619)
- Ferdinando Taverna (1558–1619)

## Zemřelí v roce 1620
- Domenico Toschi (1558–1619)
- Antonio Maria Gallo (1553–1620)
- Giovanni Evangelista Pallotta (1553–1620)
- Orazio Lancellotti (1571–1620)

## Zemřelí v roce 1621
- Pietro Aldobrandini (1571–1621)
- Ladislao d'Aquino (1543–1621)
- Giacomo Sannesio (1560–1621)
- Benedetto Giustiniani (1554–1621)
- Louis III. de Lorraine-Guise (1575–1621)
- Jean de Bonsi (1554–1621)
- Robert Bellarmino, S.J. ((4. října 1542 – 17. září 1621)
- Bartolomeo Cesi (1566–1621)

## Zemřelí v roce 1622
- Michelangelo Tonti (1566–1622)
- Henri de Gondi (1563–1622)
- Filippo Filonardi (1582–1622)
- Giovanni Delfino (1545–1622)

## Zemřelí v roce 1623
- Alessandro Damasceni Peretti (1571–1623)
- Stefano Pignatelli (1578–1623)
- Giacomo Serra (1570–1623)
- Antonmaria Sauli (1541–1623)
- Marcantonio Gozzadini (1574–1623)
- Francesco Sacrati (1567–1623)
- Cesare Gherardi (1577–1623)
- Lucio Sanseverino (1565–1623)

## Zemřelí v roce 1624
- Matteo Priuli (1577–1624)
- Antonio Caetani (1566–1624)
- Alessandro d'Este (1568–1624)
- Ottavio Ridolfi (1582–1624)
- Francesco Sforza (1562–1624)
- Fabrizio kardinál Verallo (1560 – 17. listopadu 1624)

## Zemřelí v roce 1625
- Francisco Gómez Rojas de Sandoval (1553–1625)
- Eitel Fridrich kardinál Hohenzollern-Sigmaringenský (26. září 1582 – 19. září 1625)

## Zemřelí v roce 1626
- Dezio Carafa (1556–1626)
- Odoardo Farnese (1573–1626)
- Enrique Guzmán de Haros (1604/1605–1626)
- Scipione Cobelluzzi (1564–1626)
- Alessandro Orsini (1592–1626)
- Francesco Bourbon del Monte (1549–1626)
- Denis–Simon de Marquemont (1572–1626)
- Ferdinand Gonzaga (1587–1626)

## Zemřelí v roce 1627
- Domenico Rivarola (1575–1627)
- Bonifazio Bevilacqua (1571–1627)
- Giambattista Leni (1573–1627)

## Zemřelí v roce 1628
- François d'Escoubleau de Sourdis (1574–1628)

## Zemřelí v roce 1629
- Giacomo Cavalieri (1566–1629)
- Pietro Valier (1574–1629)
- Ottavio Bandini (1574–1629)
- Andrea Baroni Peretti (1572–1629)
- Carlo Gaudenzio Madruzzo (1572–1629)
- Pierre de Bérulle (4. února 1575 – 2. října 1629)
- Giovanni Garzia kardinál Mellini (1562 – 2. října 1629)

## Zemřelí v roce 1630
- Gabriel Trejo y Paniagua (1577–1630)
- Giovanni Battista Deti (1580–1630)
- Melchior Klesl (19. února 1552 – 18. září 1630)

## Zemřelí v roce 1631
- Diego Guzmán de Haros (1566–1631)
- Federico Borromeo (1564–1631)

## Zemřelí v roce 1632
- Girolamo Vidoni (1581–1632)
- Ludovico Ludovisi (1595–1632)

## Zemřelí v roce 1633
- Scipione kardinál Caffarelli-Borghese (1. září 1577 – 2. října 1633)

## Zemřelí v roce 1634
- Luca Antonio Virili (1569–1634)
- Gregorio Naro (1581–1634)
- Jan XI. Albert Waza, S.J. (1612–1634)

## Zemřelí v roce 1635
- Roberto Ubaldini (1581–1635)
- Antonio Zapata y Cisneros (1550–1635)
- Agostino Oreggi (1577–1635)

## Zemřelí v roce 1636
- Tiberio kardinál Muti (1574 – 14. dubna 1636)
- František kardinál z Ditrichštejna (22. srpna 1570 – 19. září 1636)

## Zemřelí v roce 1637
- Péter kardinál Pázmány (4. říjen 1570 – 19. března 1637)
- Laudivio kardinál Zacchia (1565 – 30. srpen 1637)
- Lorenzo kardinál Magalotti (1. leden 1584 – 19. září 1637)

## Zemřelí v roce 1638
- Ippolito kardinál Aldobrandini junior (1596 – 19. červenec 1638)
- Lelio kardinál Biscia (15. červen 1575 – 19. listopadu 1638)

## Zemřelí v roce 1639
- Fabrizio kardinál Verospi (1571 – 27. ledna 1639)
- Domenico kardinál Ginnasi (19. červen 1551 – 12. březen 1639)
- Berlinghiero kardinál Gessi (28. říjen 1563 – 6. duben 1639)
- Desiderio kardinál Scaglia, O.P. (1567/1568 – 21. srpen 1639)
- Agostino kardinál Galamini, O.P. (1553 – 6. září 1639)
- Louis kardinál de Nogaret d'Epernon de La Valette ( 8. února 1593 – 27. září 1639)

## Zemřelí v roce 1641
- Felice Centini, O.F.M.Conv. (1562–1641)
- Carlo Emmanuele Pio, seniore (1585–1641)
- Giovanni Francesco Guidi di Bagno (1578–1641)
- Ferdinand Španělský (16. května 1609 – 9. listopadu 1641)
- Antonio Santacroce (1598–1641)
- Francesco Boncompagni (1598–1641)

## Zemřelí v roce 1642
- Luigi Caetani (1595–1642)
- Cosimo de Torres (1584–1642)
- Pietro Maria Borghese (1599–1642)
- Giovanni Doria (1599–1642)
- Armand–Jean kardinál de Richelieu (9. září 1585 – 4. prosince 1642)

## Zemřelí v roce 1643
- Pietro Campori (ca. 1553–1643)
- Ottaviano Raggi (1592–1643)

## Zemřelí v roce 1644
- Benedetto Ubaldi (1588–1644)
- Alessandro Cesarini, iuniore (1592–1644)
- Giulio Savelli (1574–1644)
- Guido Bentivoglio (1579–1644).

## Zemřelí v roce 1645
- François de la Rochefoucald (1558–1645)
- Pier Paolo Crescenzi (1572–1645)
- Francesco Cennini de' Salamandri (1566–1645)
- Gaspar kardinál de Borja y Velasco (26. června 1580 – 28. prosince 1645)

## Zemřelí v roce 1646
- Achille d'Estampes de Valençay (1593–1646)
- Giandomenico Spinola (1580–1646)
- Antonio Barberini, seniore, O.F.M.Cap. (1569–1646)

## Zemřelí v roce 1647
- Francesco Maria Farnese (1619–1647)

## Zemřelí v roce 1648
- Michel Mazarin, O.P. (1605–1648)
- Lelio Falconieri (1585–1648)

## Zemřelí v roce 1649
- Agustin Spinola (1597–1649)
- Orazio Giustiniani (1578–1649)
- Gil de Albornoz (1581–1649)

## Zemřelí v roce 1650
- Gasparo Mattei (1598/1599–1650)
- Mario Theodoli (1601–1650)
- Cesare Monti (1594–1650)
- Antonio de Aragón (1616–1650)

## Zemřelí v roce 1651
- Giovanni Girolamo Panciroli (1587–1651)
- Ciriaco Rocci (1581/1582–1651)

## Zemřelí v roce 1652
- Girolamo Verospi (1599–1652)
- Marcello Lante (1561–1652)
- Giulio Roma (1584–1652)

## Zemřelí v roce 1653
- Tiberio Cenci (1580–1653)
- Alphonse–Louis de Plessis de Richelieu, O.Carth. (1582–1653)
- Federico Cornaro, iuniore (1579–1653)
- Fausto Poli (1581–1653)
- Francesco Maria Macchiavelli (1608–1653)
- Domingo Pimentel Zúñiga, O.P. (1584–1653)

## Zemřelí v roce 1654
- Giambattista Altieri, seniore (1589–1654)

## Zemřelí v roce 1655
- Pier Luigi Carafa, seniore (1581–1655)
- Alonso kardinál de la Cueva y Benavides (1574 – 11. července 1655)
- Francesco Adriano Ceva (1580–1655)
- Francesco Peretti di Montalto (1595–1655)

## Zemřelí v roce 1656
- Pierdonato Cesi, iuniore  (ca. 1583-1656)
- Francesco Cherubini (1585-1656)
- Domenico Cecchini (1589-1656)
- Giangiacomo Teodoro Trivulzio (1597-1656)

## Zemřelí v roce 1657
- Francesco Rapaccioli (1608-1657)
- Alessandro Bichi (1596-1657)
- Maurizio di Savoia (1593-1657)

## Zemřelí v roce 1658
- Marcantonio Bragadin (1591-1658)

## Zemřelí v roce 1659
- Camillo Melzi (1582-1659)
- Fabrizio Savelli (1607-1659)
- Giovanni Girolamo Lomellini (1607-1659)
- Luigi Capponi (1583-1659)
- Prospero Caffarelli (1592/1593-1659)

## Zemřelí v roce 1660
- Juan de Lugo y de Quiroga, S.J. (1583-1660)
- Cristoforo Vidman (1617-1660)
- Vincenzo Costaguti (1612-1660)

## Zemřelí v roce 1661
- Jules kardinál Mazarin (14. července 1602 – 9. března 1661)
- Francesco Paolucci (1581-1661)
- Bernardino Spada (1581-1661)
- Franz Wilhelm von Wartenberg (1593-1661)

## Zemřelí v roce 1662
- Angelo Giori (1586-1662)

## Zemřelí v roce 1663
- Giancarlo de' Medici (1611-1663)
- Giulio Cesare Sacchetti (1586-1663)
- Niccolò Guidi di Bagno (1583-1663)
- Camillo Astalli-Pamphilj (1619-1663)

## Zemřelí v roce 1665
- Baccio Aldobrandini (1613-1665)
- Baltasar Moscoso y Sandoval (1589-1665)

## Zemřelí v roce 1666
- Giacomo Corradi (1602-1666)
- Marcantonio Franciotti (1592-1666)
- Carlo de' Medici (1595-1666)
- Camillo Francesco Maria Pamphilj (1622-1666)
- Girolamo Colonna (1604-1666)
- Ascanio Filomarino (1604-1666)

## Zemřelí v roce 1667
- Vincenzo Maculani, O.P. (1578-1667)
- Pietro Sforza Pallavicino (1607-1667)
- Volumnio Bandinelli (1598-1667)
- Stefano Durazzo (1594-1667)
- Odoardo Vecchiarelli (1613-1667)
- Arnošt Vojtěch kardinál z Harrachu (4. listopadu 1598 – 25. října 1667)

## Zemřelí v roce 1668
- Girolamo kardinál Farnese (1599-1668)
- Guidobald kardinál z Thun-Hohenštejna (1616-1668)
- Giovanni Battista kardinál Pallotta (2. února 1594 – 22. ledna 1668)
- Paolo Emilio kardinál Rondinini (1617-1668)

## Zemřelí v roce 1669
- Louis de Vendôme (1612-1669)
- Giovanni Stefano Donghi (1612-1669)
- Scipione Pannocchieschi d'Elci (1612-1669)

## Zemřelí v roce 1670
- Nicolas François de Lorraine-Vaudémont (6. prosince 1609 – 25. ledna 1670)
- Francesco Nerli, seniore (1595-1670)

## Zemřelí v roce 1671
- Marzio Ginetti (1585–1671)
- Antonio Barberini, iuniore, O.S.Io.Hieros. (1585–1671)
- Vitaliano Visconti (1618–1671)
- Angelo Celsi (1600–1671)

## Zemřelí v roce 1672
- Gilberto Borromeo, seniore (1615–1672)
- Francesco Maria Mancini (1606–1672)
- Rinaldo d'Este (1618–1672)
- Jan II. Kazimír Vasa, (22. března 1609 – 16. prosince 1672)

## Zemřelí v roce 1673
- Carlo Gualterio (1613–1673)
- Carlo Roberti (1605–1673)
- Federico Borromeo ml. (1617–1673)
- Luis Guillermo de Moncada Aragón (1614–1673?)
- Lorenzo Imperiali (1612–1673)

## Zemřelí v roce 1674
- Ottavio Acquaviva d'Aragona, iuniore (1612–1673)
- Giovanni Bona, O.Cist. (1612–1673)
- Marcello Santacroce (1619–1674)

## Zemřelí v roce 1675
- Francesco Maria Brancaccio (1592–1675)
- Giambattista Spada (1597–1675)
- Leopoldo de' Medici (1617–1675)
- Cesare Maria Antonio Rasponi (1615–1675)

## Zemřelí v roce 1676
- Federico Sforza (1603–1676)
- Virginio Orsini (1615–1676)
- Carlo Bonelli (1612–1676)

## Zemřelí v roce 1677
- Girolamo Buonvisi (1607–1677)
- Giulio Gabrielli (1601–1677)
- Camillo Massimi (1620–1677)
- Pascual de Aragón (1626–1677)
- Bernhard von Baden–Durlach, O.S.B. (1631–1677)

## Zemřelí v roce 1678
- Buonaccorso Buonaccorsi (1620–1678)
- Sigismondo Chigi (1620–1678)
- Neri Corsini (1614–1678)

## Zemřelí v roce 1679
- Ulderico Carpegna (1595–1679)
- Jean–François de Gondi de Retz (1613–1679)
- Alfonso Litta (1608–1679)
- Francesco Barberini st. (1597–1679)

## Zemřelí v roce 1680
- Lazzaro Pallavicino (1603?–1680)
- Giacomo Filippo Nini (1629–1680)
- Mario Alberizzi (1609–1680)
- Carlo Carafa della Spina (1611–1680)
- Bernardino Rocci (1627–1680)

## Zemřelí v roce 1681
- Pietro Vidoni, seniore (1610–1681)
- Johann Eberhard Nidhard, S.J. (1607–1681)
- Celio Piccolomini (1609–1681)
- Carlo Rossetti (1614–1681)

## Zemřelí v roce 1682
- Fridrich kardinál Hesensko–Darmstadtský, O.S.Io.Hieros. (28. února 1616 – 19. února 1682)
- Michelangelo Ricci (1619–1682)
- Stefano Brancaccio (1618–1682)
- Flaminio Taja (1600–1682)

## Zemřelí v roce 1683
- Cesare Facchinetti (1608–1683)
- Giovanni Battista kardinál De Luca (1614 – 5. února 1683)
- Stefano Agostini (1614–1683)
- Marco Galli (1619–1683)

## Zemřelí v roce 1684
- Girolamo Boncompagni (1622–1684)
- Giacomo Rospigliosi (1628–1684)
- Francesco Albizzi (1593–1684)
- Pietro Basadonna (1617–1684)

## Zemřelí v roce 1685
- Innico Caracciolo, seniore (1607–1685)
- Girolamo Gastaldi (1616–1685)
- Luigi Omodei, seniore (1608–1685)
- Paolo Savelli (1622–1685)
- Girolamo Grimaldi-Cavalleroni (1595–1685)

## Zemřelí v roce 1687
- Lorenzo Raggi (1615–1687)
- Maximilian Gandolph von Künburg (1622–1687)
- Johannes Walter Sluse (1628–1687)
- Niccolò Albergati-Ludovisi (1608–1687)

## Zemřelí v roce 1688
- Orazio Mattei (1621–1688)
- Alessandro Crescenzi, C.R.S. (1607–1688)
- Felice Rospigliosi (1639–1688)

## Zemřelí v roce 1689
- Carlo Pio, iuniore (1622–1689)
- Decio kardinál Azzolino (11. dubna 1623 – 8. června 1689)
- Angelo Maria Ranuzzi (1626–1689)

## Zemřelí v roce 1690
- Carlo Cerri (1610–1690)
- Gaspare Cavalieri (1648–1690)

## Zemřelí v roce 1691
- Antonio Bichi (1614–1691)
- Giulio Spinola (1612–1691)
- Raimondo Capizucchi, O.P. (1615–1691)
- Gianfrancesco Ginetti (1626–1691)
- Federico Baldeschi Colonna (1625–1691)

## Zemřelí v roce 1692
- Veríssimo de Lencastre (1615–1692)

## Zemřelí v roce 1693
- Federico Visconti (1617–1693)
- Flavio kardinál Chigi (10. května 1631 – 13. září 1693)
- Francesco Lorenzo Brancati di Lauria, O.F.M. Conv. (1612–1693)

## Zemřelí v roce 1694
- Carlo Stefano Anastasio Ciceri (1616/1619–1694)
- Philip Thomas Howard of Norfolk, O.P. (1616–1694)

## Zemřelí v roce 1695
- Giacomo de Angelis (1610–1695)

## Zemřelí v roce 1696
- Johannes von Goes (1612–1696)
- Celestino Sfondrati, O.S.B. (1644–1696)
- Domenico Tarugi (1638–1696)

## Zemřelí v roce 1697
- Fortunato Ilario Carafa della Spina (1630?–1697)
- sv. Gregorio Barbarigo (1625–1697)
- Jan Kazimierz Denhoff (1649–1697)
- Domenico Maria Corsi (1633–1697)
- Giacomo Franzoni (1612–1697)

## Zemřelí v roce 1698
- Gianniccolò Conti (1617–1698)
- Paluzzo Paluzzi Altieri degli Albertoni (1623–1698)

## Zemřelí v roce 1699
- Federico Caccia (1635–1699)
- Giovanni Giacomo Cavallerini (1639–1699)
- Giovanni Delfino (1639–1699)
- José Sáenz de Aguirre, O.S.B. (1630–1699)
- Alfonso Aguilar Fernández de Córdoba (1630–1699)

## Zemřelí v roce 1700
- Opizio Pallavicini (1632–1700)
- Girolamo Casanate (1620–1700)
- Francesco Maidalchini (1621–1700)
- Alderano Cibo (1613–1700)
- Francesco Buonvisi (1626–1700)